# Eufrànor d'Atenes
Eufrànor (grec antic: Eὐφράνωρ, llatí: Euphranor) fou un escultor i pintor grec, segons Quintilià un dels grans mestres de la pintura i escultura grega. Havia nascut a l'istme de Corint, però va exercir a Atenes i Plutarc el considera atenès. Va pintar un quadre de la batalla de Mantinea i per això Plini el Vell el situa vers l'any 362 aC, però segurament fou de la part final del segle iv aC.
Com escultor va treballar el bronze i el marbre i va fer figures de totes les mides, des de figures colossals fins a petites copes. Les obres més famoses són un Paris que representa a la vegada el jutge de les deesses, l'amant d'Helena i el que va matar Aquil·les. Una estàtua asseguda de París, ara al Museu Pius Clementí, al Vaticà, podria ser una còpia d'aquesta figura. Una Minerva anomenada Catuliana, que és a Roma, dedicada per Quint Lutaci Catul. Un Agatodaimon que porta un bol en una mà, i una rosella i espigues de blat en l'altra. Una Leto que acaba de donar a llum i que porta als braços Apol·lo i Àrtemis i es dirigeix al temple de la Concòrdia. Estàtues colossals de Valor i de Grècia, que formaven part d'un grup, potser el Valor coronant Grècia. I també una estàtua d'Hefest, on no se'l representa coix, mencionada per Dió Crisòstom.
Com a pintor va realitzar grans obres, una de les quals, que Pausànies va veure en un pòrtic del Ceràmic, mostra els dotze deus olímpics i al costat oposat Teseu amb Democràcia i Demos (Δημοκρατία τε καὶ Δῆμος, la democràcia i els ciutadans) on Teseu representa el fundador de la igualtat entre el poble grec. En aquell lloc també hi havia una batalla de cavalleria entre atenencs i beocis que representava la primera batalla de Mantinea i on hi havia retrats d'Epaminondes i Gril·los, fill de Xenofont. A Efes hi havia un retrat Ulisses quan es feia passar per boig per defugir d'anar a la Guerra de Troia, i posava a l'arada junts un bou i un cavall.
Va escriure un llibre sobre proporcions i colors (de Symmetria et Coloribus), els dos conceptes en què consistí, sembla, la seva excel·lència. Plini diu que va ser el primer que va donar dignitat als herois per les correctes proporcions de les seves estàtues. Els cossos eren una mica més esvelts i els caps i les extremitats una mica més grans que la realitat. Lisip va adoptar aquest mètode de proporció. Zeuxis ja havia portat a terme abans d'ell el seu sistema de pintura. La proporció de les seves pintures anava molt lligada als colors, i deia que el Teseu de Parrasi s'havia alimentat de roses, i el seu de carn. Segons Llucià de Samòsata, de la pintura sobre els dotze déus, s'havia admirat molt el color dels cabells d'Hera. Valeri Màxim diu que Eufrànor va pintar tan bé la imatge de Posidó que li va ser molt difícil donar a Zeus un aire més majestuós i noble. Alguns crítics consideren que es va limitar a copiar el Zeus de Fídies.
Plutarc, entre molts elogis del quadre sobre la batalla de Mantinea, diu que Eufrànor la va pintar sota inspiració divina (οὐκ ἀνενθουσιάστως). Filòstrat, amb el seu estil retòric, li atribueix τὸ ἔσκιον (llum i ombra), καὶ τὸ εὔπνουν (i expressió), καί τὸ εἰσέχον τε καὶ ἐξέχον (perspectiva i volum). Plini diu que era un home obert, sempre disposat a aprendre, i honest. Va tenir per deixebles Antídot, Carmànides i Leònides d'Antedó. Va ser deixeble d'Aristó, fill d'Aristides de Tebes.